# Leonardo Nascimento
Leonardo Ferreira do Nascimento, (Belo Horizonte, 16 de março de 1995), mais conhecido por seu apelido Leozinho, é um jogador de voleibol brasileiro que atua na posição de ponteiro.

## Carreira

### Clube
Leozinho começou sua carreira no time B do Sada Cruzeiro, onde conquistou a Superliga B de 2014–15, sendo promovido à equipe principal já na temporada 2016–17. Com a camisa celeste, o ponteiro foi campeão já em sua temporada de estreia do Campeonato Mineiro, da Supercopa, da Superliga, do Campeonato Sul-Americano e do Campeonato Mundial.
Na sequência atuou pelo JF Vôlei, mas já na temporada seguinte voltou ao time de Contagem, conquistando mais um título do Campeonato Mineiro e Sul-Americano, além do inédito título da Copa do Brasil.
Em 2019 iria integrar a equipe do recém-promovido Botafogo para disputar a temporada 2019–20, porém após uma crise financeira atingir o clube, forçando o mesmo a interromper as suas atividades, o ponteiro assinou com o Spor Toto Spor Kulübü, fazendo sua estreia no voleibol internacional para atuar no campeonato turco. Renovando seu contrato com o clube em 2020, o mineiro levantou a taça da Copa da Turquia da temporada 2020–21. Após retornar ao voleibol brasileiro em 2021 pelo Minas Tênis Clube, o ponteiro ajudou seu novo clube a conquistar o primeiro título da Copa do Brasil de sua história, sendo o segundo na carreira do atleta, após vencer o Vôlei Renata/Campinas por 3 sets a 0.
Em 2022 o ponteiro retorna ao continente europeu após assinar com o Montpellier HSC, da primeira divisão francesa, conquistando em sua temporada de estreia o título da Supercopa Francesa. No final do ano, Leonardo se transferiu para o voleibol asiático para competir pelo Shabab Alahli VC.

### Seleção
Pelas categorias de base, Leozinho conquistou os títulos do Campeonato Sul-Americano Sub-19 em 2012, Sub-21 em 2014 e Sub-23 em 2014 e 2016.
Em 2013 conquistou o vice-campeonato do Campeonato Mundial Sub-21 de 2013 após ser superado na final pela seleção russa.
Em 2018, em Córdoba, no México, foi novamente vice-campeão. Pela Copa Pan-Americana o ponteiro junto à seleção brasileira foi derrotado pela seleção argentina em 3 sets a 2.

## Vida pessoal
Leonardo é casado com Isabela Naíme. Juntos, o casal têm uma filha chamada Cecília, nascida em 2019.

## Títulos
Sada Cruzeiro
- Campeonato Mundial: 2016

- Campeonato Sul-Americano: 2017, 2019

- Campeonato Brasileiro: 2016–17

- Copa do Brasil: 2019

- Supercopa Brasileira: 2016

- Campeonato Brasileiro - Série B: 2015

- Campeonato Mineiro: 2016, 2018

Spor Toto Spor Kulübü
- Copa da Turquia: 2020–21

Minas Tênis Clube
- Copa do Brasil: 2022

Montpellier HSC
- Supercopa Francesa: 2022

## Clubes
| Anos      | Clube                 |
| --------- | --------------------- |
| 2013–2017 | Sada Cruzeiro         |
| 2017–2018 | JF Vôlei              |
| 2018–2019 | Sada Cruzeiro         |
| 2019–2021 | Spor Toto Spor Kulübü |
| 2021–2022 | Minas Tênis Clube     |
| 2022–2022 | Montpellier HSC       |
| 2022–     | Shabab Alahli VC      |